# Ludwig Bruns
Ludwig Bruns (ur. 25 czerwca 1858 w Hanowerze, zm. 9 listopada 1916 tamże) – niemiecki neurolog. 

## Życiorys
Studiował medycynę w Getyndze i Monachium. Tytuł doktora medycyny otrzymał w 1882 roku. Został asystentem Eduarda Hitziga w przytułku dla obłąkanych w Nietleben oraz w klinice psychiatrycznej i neurologicznej w Halle. W późniejszym czasie pracował razem z Carlem Westphalem i Hermannem Oppenheimem w berlińskim szpitalu Charité. Bruns utrzymywał bliskie kontakty z Oppenheimem do końca swojej kariery naukowej. Po powrocie do Hanoweru w 1903 został profesorem neurologii. Bruns był pierwszym przewodniczącym Niemieckiego Towarzystwa Neurologów. Zmarł w 1916 roku, wspomnienie o nim ukazało się na łamach "Monatsschrift für Psychiatrie und Neurologie".
Upamiętniony został w nazwie zespołu Brunsa. 

## Wybrane prace
- Die Geschwülste des Nervensystems. Berlin, 1897; 2. wydanie, 1907.
- Die Hysterie im Kindesalter.[w:] Slg Abh Nervenkrkh; Halle an der Saale, 1897.
- Die traumatischen Neurosen. Wien, 1901.
- Cramer, Bruns. Handbuch der Nervenkrankheiten im Kindesalter. Berlin, 1912.